# Eleonora Menicucci
Eleonora Menicucci (Lavras, 1944. augusztus 21. –) brazil szociológus, feminista és egyetemi tanár. A Federal University of São Paulo professzora, emellett a Munkáspárt politikusa és elkötelezett feminista.